# Кристалінська Майя Володимирівна
Ма́йя Володимирівна Кристалі́нська (рос. Майя Владимировна Кристалинская; 24 лютого 1932, Москва — 20 червня 1985) — радянська естрадна співачка. Заслужена артистка РРФСР (1974).

## Біографія
Співала в хорі Центрального будинку дітей залізничників під керівництвом Ісаака Дунаєвського. Закінчила Московський авіаційний інститут, працювала на заводі інженером-економістом, брала участь у заводській самодіяльності. У 1957 році стала лауреатом VI Всесвітнього фестивалю молоді та студентів у Москві, на якому виступала із самодіяльним ансамблем «Перші кроки» під керівництвом Юрія Саульського.
Недовго, в 1959—1960 роках, працювала солісткою в джаз-оркестрі Олега Лундстрема. Від 1961 року — солістка Москонцерту.
В останні роки життя співачка перекладала з німецької мови книгу Марлен Дітріх «Роздуми». Книга вийшла в СРСР уже після смерті Майі Кристалінської.